# روبرتو آذر
 روبرتو آذر (انگلیسی: Roberto Azar؛ زاده ۲۱ مارس ۱۹۶۶) یک تنیس‌باز اهل آرژانتین است.